# Охотники на привале
«Охотники на привале» — картина русского художника-передвижника Василия Григорьевича Перова, написанная в 1871 году и относящаяся к позднему периоду творчества художника.

## История
Картина была написана Перовым в 1871 году, к этому времени художник уже отошёл от изображения печальных картин народной жизни, какими была насыщена первая половина периода его творчества («Тройка», «Проводы покойника» и др.). Во многом на это повлияло общее разочарованное настроение интеллигенции, а также смерть семьи художника от болезни.
 Во второй половине творчества Перов больше внимания уделяет бытовым сценам из жизни простых людей.

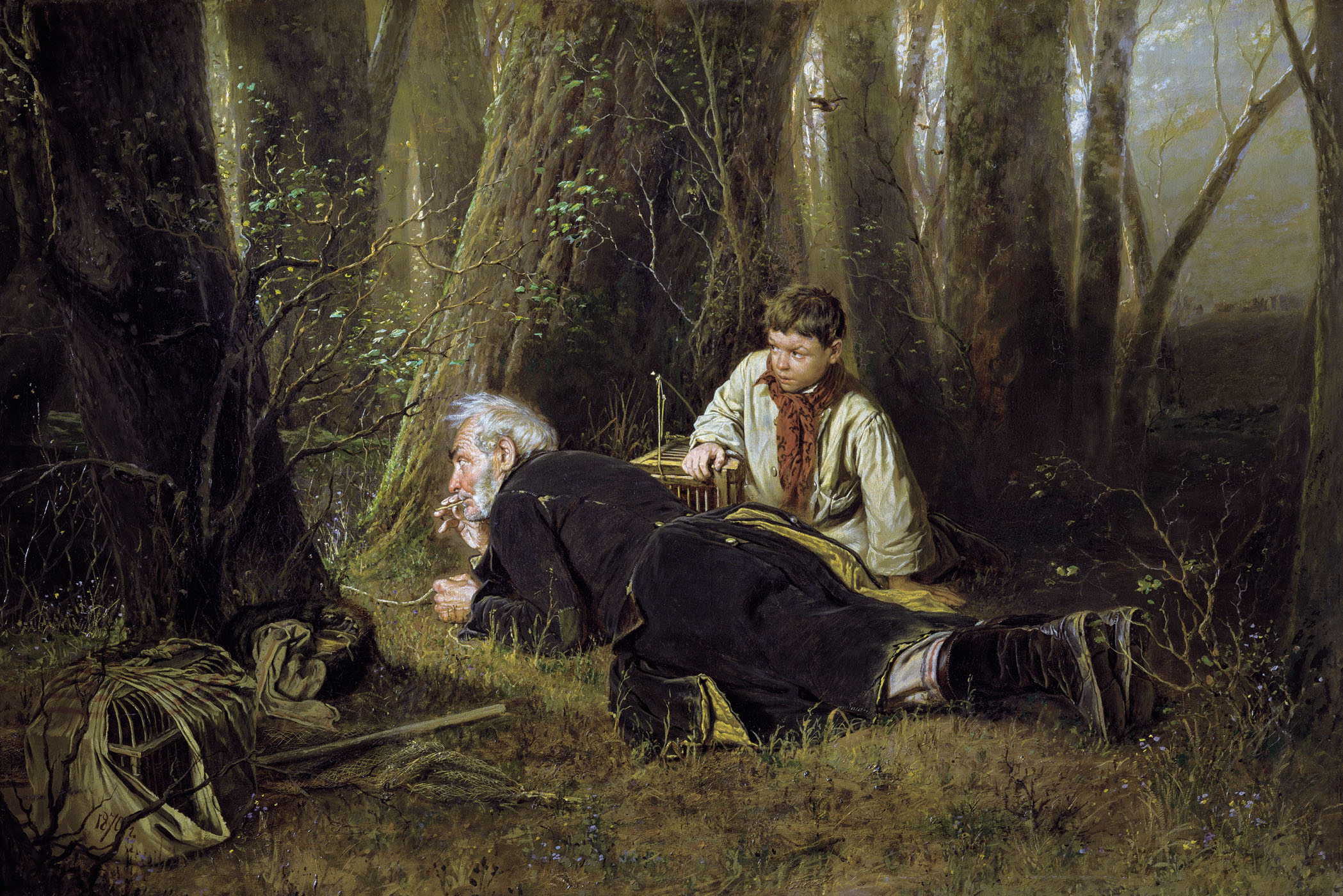
«Птицелов», 1870
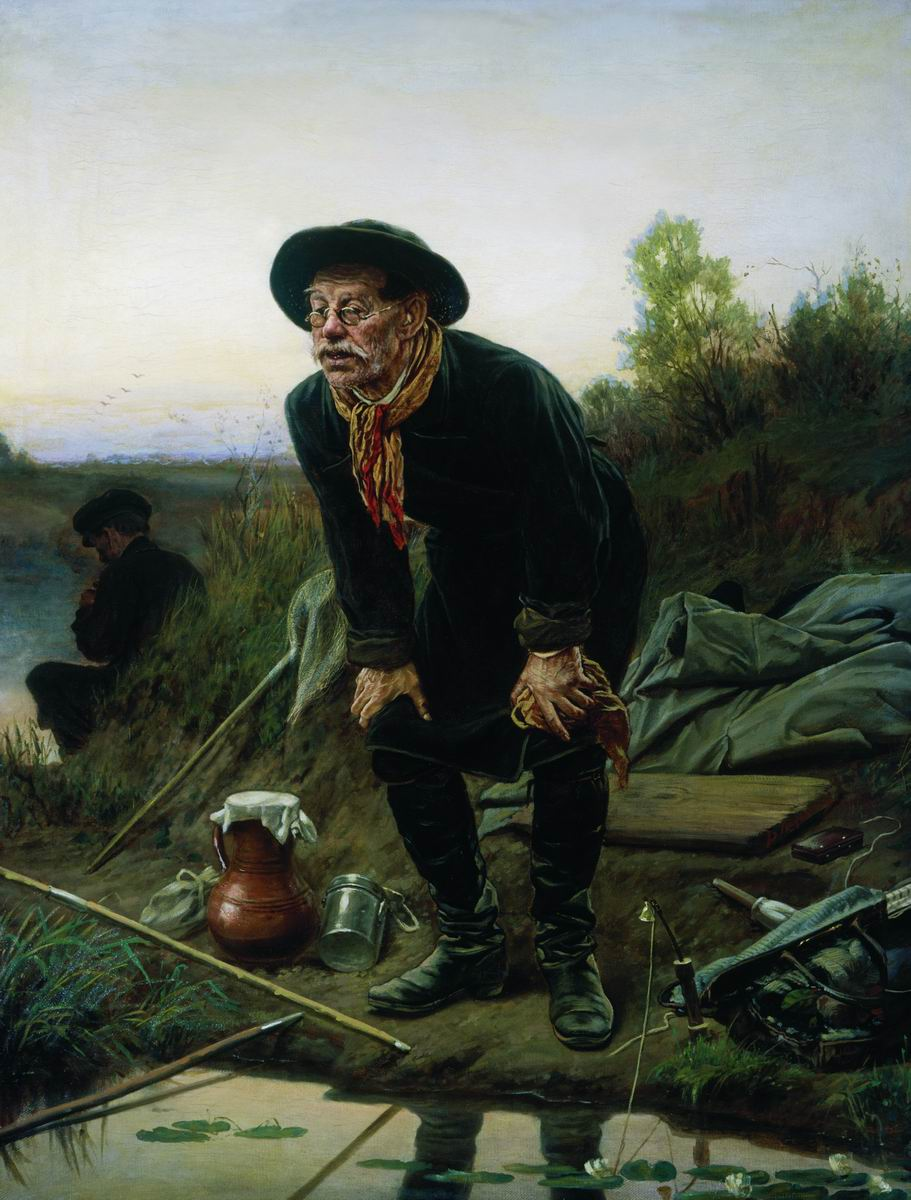
«Рыболов», 1871
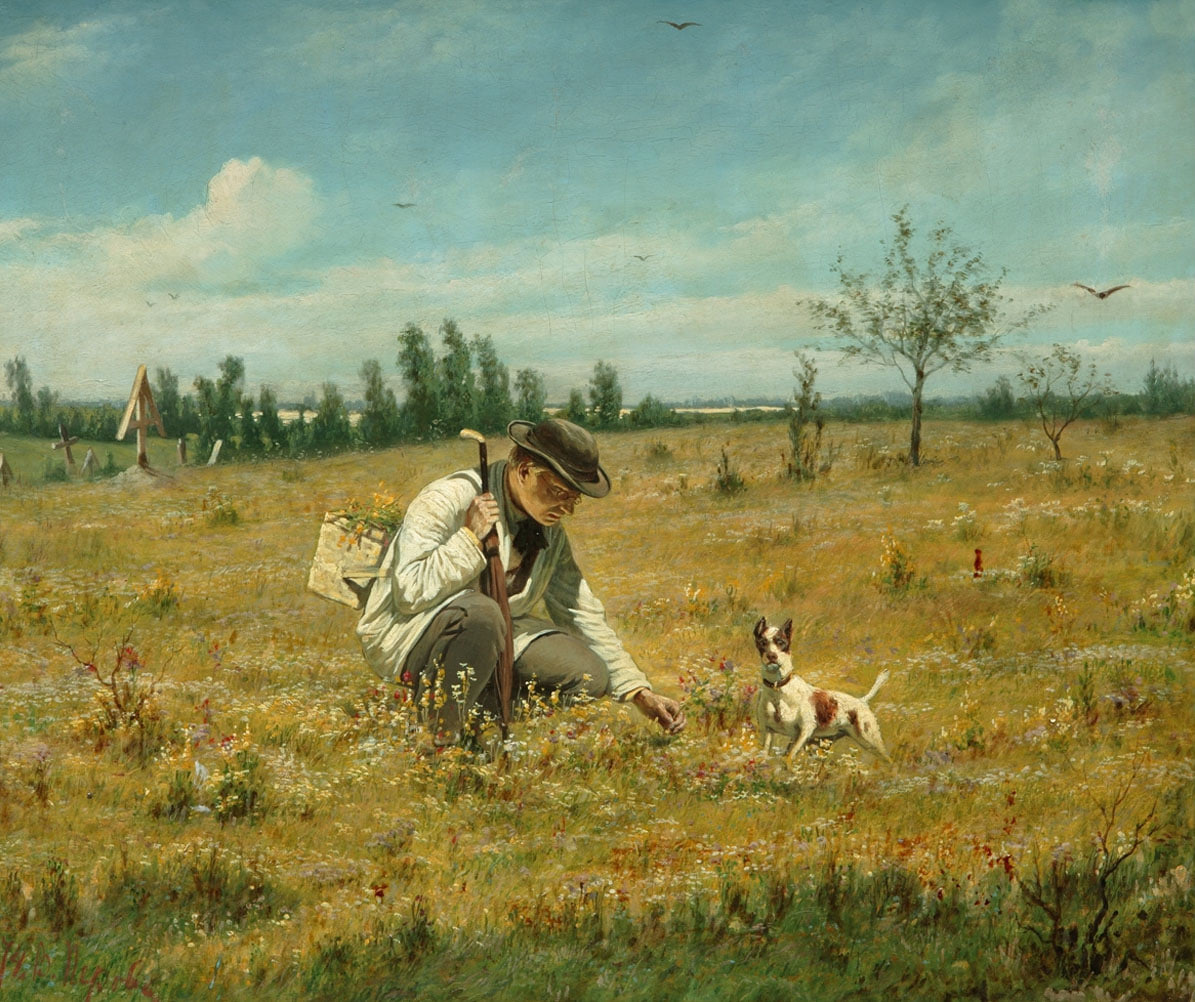
«Ботаник», 1874
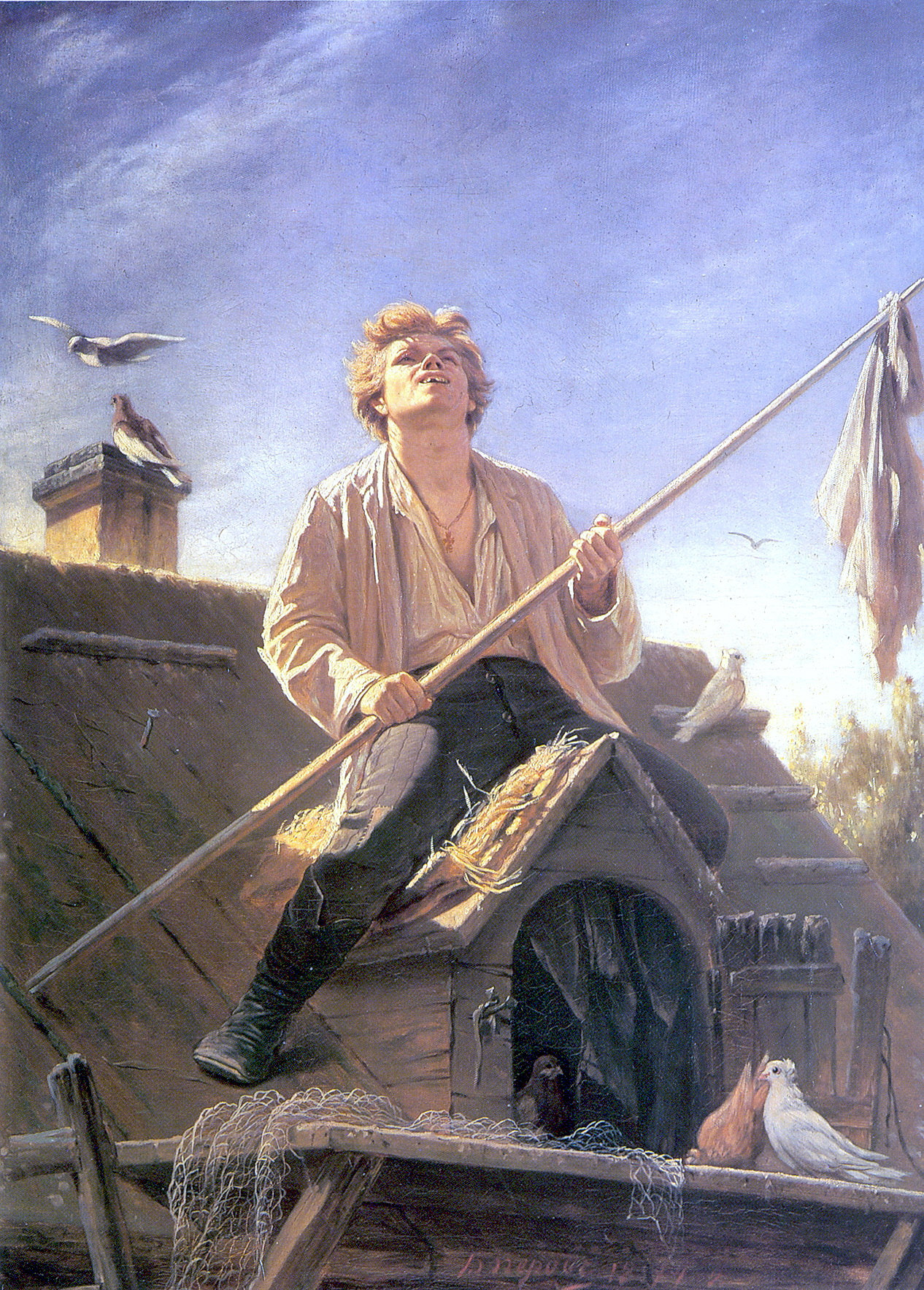
«Голубятник», 1874
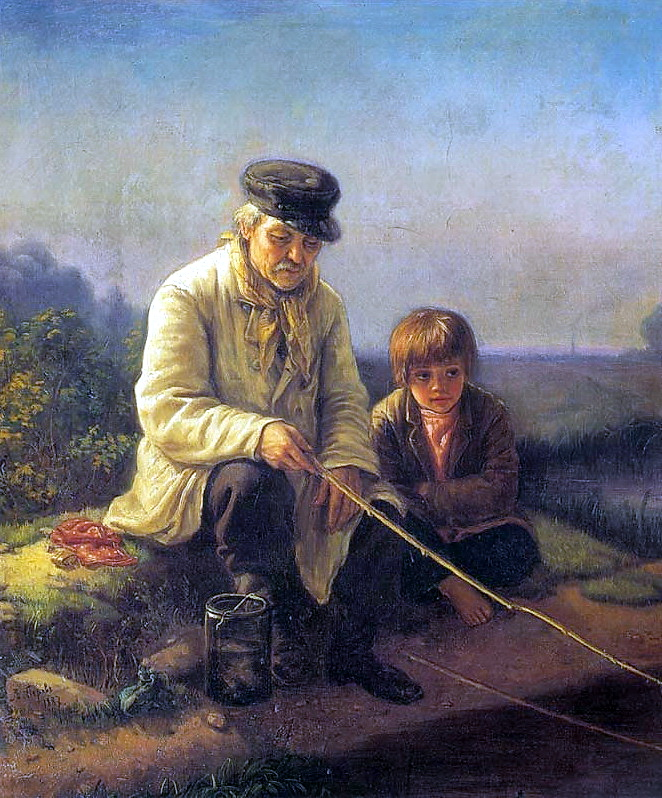
«Рыбная ловля», 1878

Василий Григорьевич Перов был страстным охотником. Именно поэтому тема охоты была ему хорошо знакома. Ещё до «Охотников…» Перов в 1870 году пишет картину «Птицелов», за которую получает звание профессора, а также место преподавателя в Московском училище живописи, ваяния и зодчества. В течение 70-х годов художник также создает ещё несколько картин, посвященных «охотничьей тематике»: «Рыболов» (1871), «Ботаник» (1874), «Голубятник» (1874), «Рыбная ловля» (1878).
В 1877 году художник написал повтор картины, хранящийся в Русском музее, оригинал же находится в Москве в Третьяковской галерее. Третий вариант картины, находится в художественном музее им. В. В. Верещагина в Николаеве.

## Сюжет картины
На картине изображены три охотника, которые ведут между собой разговор. Главной чертой картины являются психологические портреты героев: один из них (слева) — пожилой, опытный охотник, видимо, из оскудевших дворян с увлечением и страстью рассказывающий о своих охотничьих «подвигах», второй (на втором плане) — средних лет, в русской крестьянской одежде, недоверчиво и с ухмылкой слушающий охотничьи байки своего собеседника, третий же (справа) — одетый «с иголочки» доверчивый молодой новичок, с трепетом выслушивающий россказни первого охотника, настолько заморочившими его, что он даже забывает зажечь папиросу в правой руке заготовленным в левой огоньком.
Вся эта сцена происходит на фоне довольно мрачного осеннего пейзажа, что вносит тревожный оттенок в её комическое содержание.
Любопытно также и сочетание в картине и жанровой бытовой картины, и пейзажа, и натюрморта из охотничьих вещей и дичи.
Охотоведы отмечают несуразицы в предметах (например, рожок используется для псовой охоты, когда зверя загоняют собаки, и бесполезен для ружейной). Считается, что они нарисованы намеренно и подчёркивают атмосферу охотничьей небылицы.

## «Прототипы» персонажей картины
В образе рассказчика Перов изобразил Д. П. Кувшинникова — известного в Москве врача и большого любителя ружейной охоты. После того, как в 1871 году картина была написана и экспонировалась на первой передвижной выставке, имя Дмитрия Павловича Кувшинникова стало популярным в литературных, художественных и театральных кругах. Его квартира в Малом Трёхсвятительском переулке стала местом, где собирались писатели, художники, артисты. Здесь часто бывали В. Г. Перов, А. П. Чехов, И. И. Левитан.
Одним из друзей Д. П. Кувшинникова был врач и художник-любитель Василий Владимирович Бессонов. В 1869 году Перов написал портрет Бессонова, который потом экспонировался на Всемирной выставке в Париже вместе с полотном «Охотники на привале». Врач В. В. Бессонов и стал прототипом охотника-скептика.
В образе молодого охотника автор картины изобразил 26-летнего Н. М. Нагорнова — друга и коллегу Кувшинникова и Бессонова. В 1872 году Николай Михайлович женился на Варваре Васильевне Толстой, племяннице великого писателя. В начале 90-х годов 19-го столетия Нагорнов становится членом Московской городской управы.

Вот кого из своих московских друзей В. Г. Перов запечатлел в образах «Охотников на привале». Это подтверждает в своих воспоминаниях и Анна Николаевна Володичева — дочь Н. М. Нагорнова. В ноябре 1962 года она написала искусствоведу В. Маштафарову, исследовавшему творчество В. Г. Перова и других художников: «Кувшинников Д. П. был одним из ближайших друзей моего отца. Они часто ездили на охоту по птице. У отца была собака, и поэтому собирались у нас: Дмитрий Павлович, Николай Михайлович и доктор Бессонов В. В. Они изображены Перовым („Охотники на привале“). Кувшинников Д. П. рассказывает, отец и Бессонов слушают. Отец — внимательно, а Бессонов — с недоверием…»
— Ю. Волгин. Кто они, «Охотники на привале»?

## Критика
Оценки критиков были неоднозначны. Так, если Стасов высоко оценивал картину и сравнивал её с охотничьими рассказами Тургенева, то Салтыков-Щедрин критиковал её: писателю показались излишне наигранными лица героев.
Фёдор Михайлович Достоевский в своих дневниках также упоминал о картине:

Картина давно уже всем известна: „Охотники на привале“; один горячо и зазнамо врет, другой слушает и из всех сил верит, а третий ничему не верит, прилег тут же и смеется… Что за прелесть! <…> Мы ведь почти слышим и знаем, об чем он говорит, знаем весь оборот его вранья, его слог, его чувства.

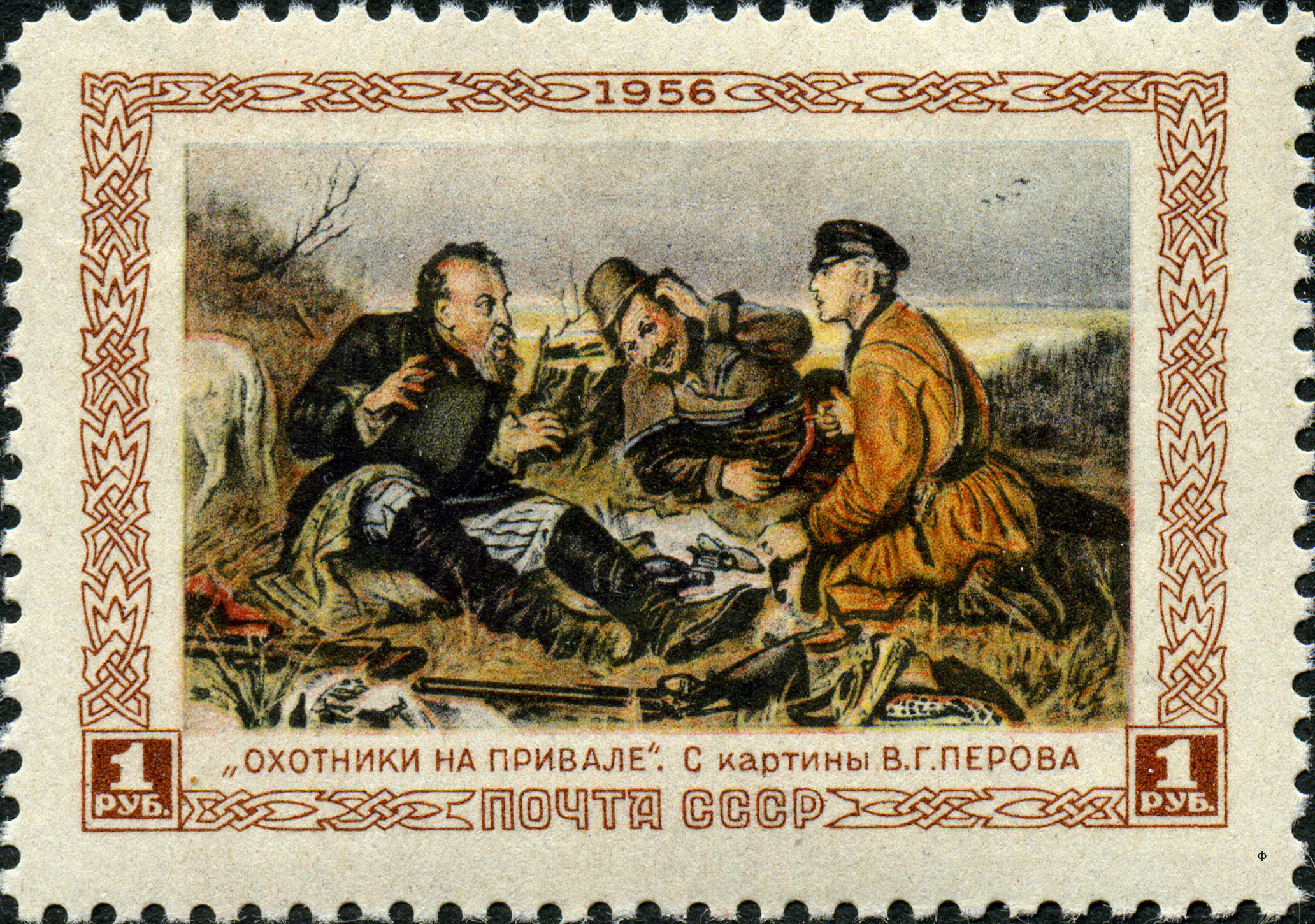
Картина на почтовой марке СССР, 1956 год

— Ф. М. Достоевский. Дневник писателя

## Копии и оригиналы
В советское время было выпущено огромное количество репродукций и копий картины и существовали легенды о трёх написанных Перовым картинах. Это предположение следует из того, что картина Перова участвовала в передвижных выставках в то время, как одна из картин была куплена Третьяковым, а вторая хранилась в Санкт-Петербурге. Только в 1984 году была найдена третья картина-путешественница:
После проведения исследования в Киеве, было принято решение, для определения окончательного анализа отправиться в Москву. Были предоставлены исследованные в Третьяковской галерее данные о типичных грунтах и красках, которые использовал художник, образцы подписей. Обращено внимание на характер авторской подписи. Характер подписи, моделирования обуви укрепили надежду украинских исследователей в верности собственных выводов. А сравнение позже рентгеновских снимков с работы Перова в Москве и авторского повторения в Николаеве ещё раз подтвердило, что в музее на протяжении более двух десятилетий хранилось авторское повторение всемирно известной картины великого российского художника. Летом в 2006 году, отреставрированное произведение В. Г. Перова «Охотники на привале» вернулось в Николаев. Отныне возрожденный шедевр экспонируется в третьем зале постоянной экспозиции Николаевского областного художественного музея им. В. В. Верещагина.